# Паньківська вулиця
Па́ньківська ву́лиця — вулиця у Голосіївському районі міста Києва, місцевість Паньківщина. Пролягає від вулиці Гетьмана Павла Скоропадського до Жилянської вулиці.
Прилучаються вулиці Микільсько-Ботанічна та Саксаганського.

## Історія
Вулиця виникла у 30-х роках XIX століття, коли Паньківщину, відому ще з XVI століття, було включено у межі міста згідно з Генеральним планом Києва 1837 року. Тоді ж було прокладено кілька нових вулиць, однією з яких стала Паньківська вулиця, яка спершу отримала назву Захаріївська (рос. дореф. Захаріевская). На карті 1846 року вулиця вже означена під сучасною назвою, що походить від місцевості, де вона прокладена. 
Існує легенда, яка, втім, не відповідає дійсності, начебто Паньківську вулицю названо на честь Пантелеймона Куліша.
Спершу вулиця була довшою, доходила до річки Либідь.
З 1939 року мала назву вулиця Степана Халтуріна, на честь російського революціонера-народника Степана Халтуріна (назву підтверджено 1944 року). Історичну назву вулиці було відновлено 1990 року.

## Забудова
На плані Києва 1865 року вулиця показана ще незабудованою. У 1914 році з її парного боку, який належав Бульварній поліцейській дільниці, налічувалося 12 домоволодінь, з непарного (Либідська дільниця) — 16. Внаслідок наступних реконструкцій кількість будинків скоротилася до 24.
Забудова вулиці різновисока, від двох до дванадцяти поверхів, переважно щільна периметральна, лише будинки № 2 та 27-А розташовані в садибах. Серед архітектурних стилів можна відзначити історизм останньої чверті XIX — початку XX століття (будинки № 1/23, 2, 9, 10, 12, 14-А, 16-Б, 25, 27-А), модерн початку XX століття (будинки № 8, 17, 20, 21/68), неоготика (будинки № 14-А, 25, 27-А), неоренесанс (будинки № 1/23, 12), радянська архітектура ретроспективного напрямку (будинки № 3, 7, 18, 23/85), радянський раціоналізм 1960—80-х років (будинки № 4/17, 5, 6, 11, 16/70, 19/87). Модерн представлений двома стилістичними течіями — неокласицизмом (№ 17, 20, 21/68) і неоукраїнським стилем (№ 8)

### Пам'ятки архітектури
- Буд. № 2 — колишній Маріїнський дитячий притулок. Зведений у 1881 році архітектором Володимиром Ніколаєвим у стилі неокласицизм;
- Буд. № 3 — житловий будинок (1948);
- Буд. № 8 — житловий будинок Юркевича (1909—1914) у стилі модерн із рисами української народної архітектури. Архітектор Микола Шехонін;
- Буд. № 9 — житловий будинок 1901 року, в цегляному стилі;
- Буд. № 10 — житловий будинок (1880—90-ті) в модернізованих формах історизму. На початку XX століття надбудовувався за проектом архітектора Миколи Горденіна;
- Буд. № 12 — житловий будинок (1880—90-ті) в стилі неоренесанс;
- Буд. № 14 і 14-Б — садиба 1890–1891 років. Складається з головного будинку у стилі неоготики та флігеля у формах неоренесансу. Архітектор Микола Горденін;
- Буд. № 17 — житловий будинок у стилі модерн (1910-ті);
- Буд. № 21/68 — житловий будинок (1910-ті). Архітектор Валеріян Риков.

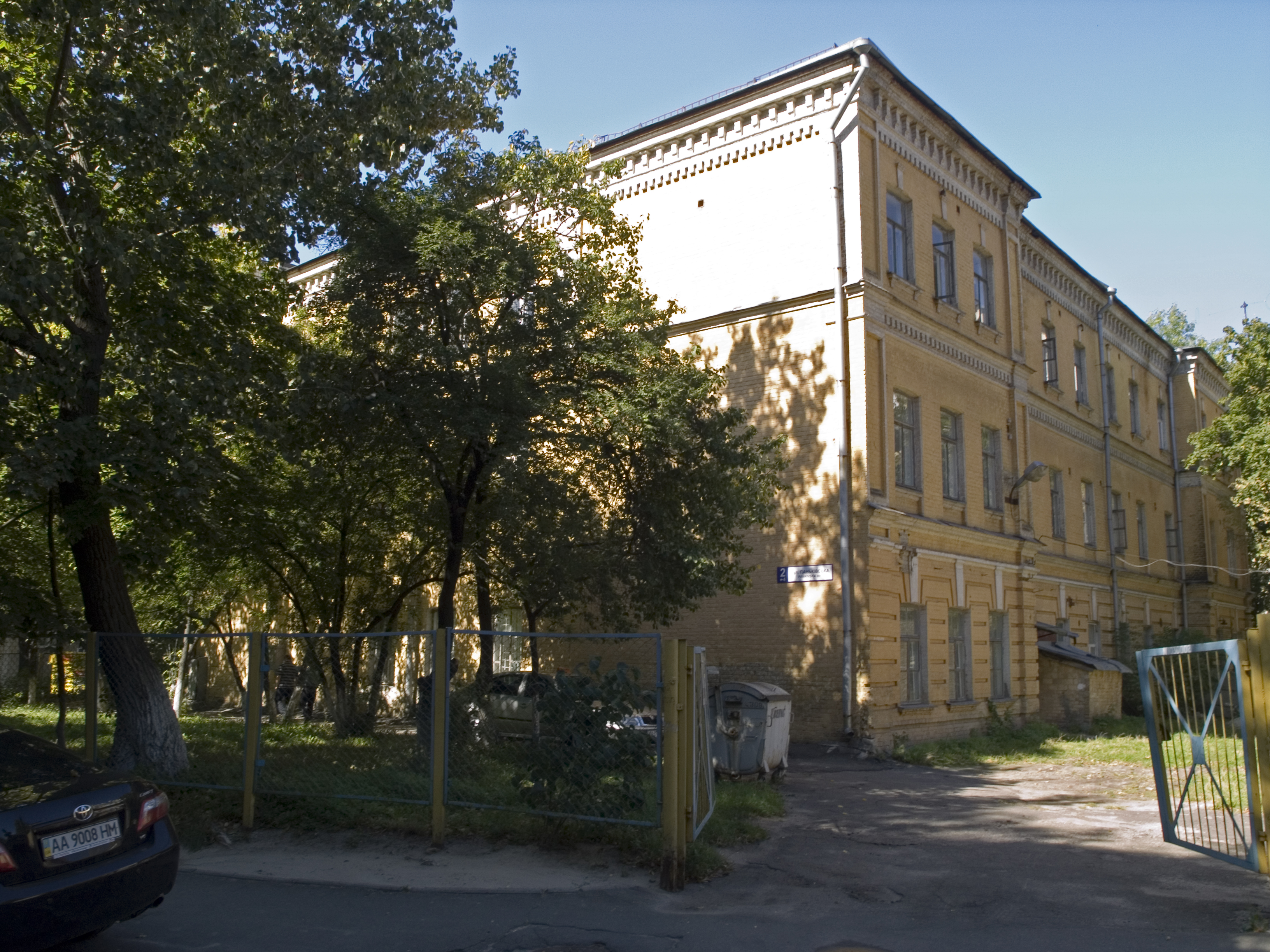
Паньківська вул., 2
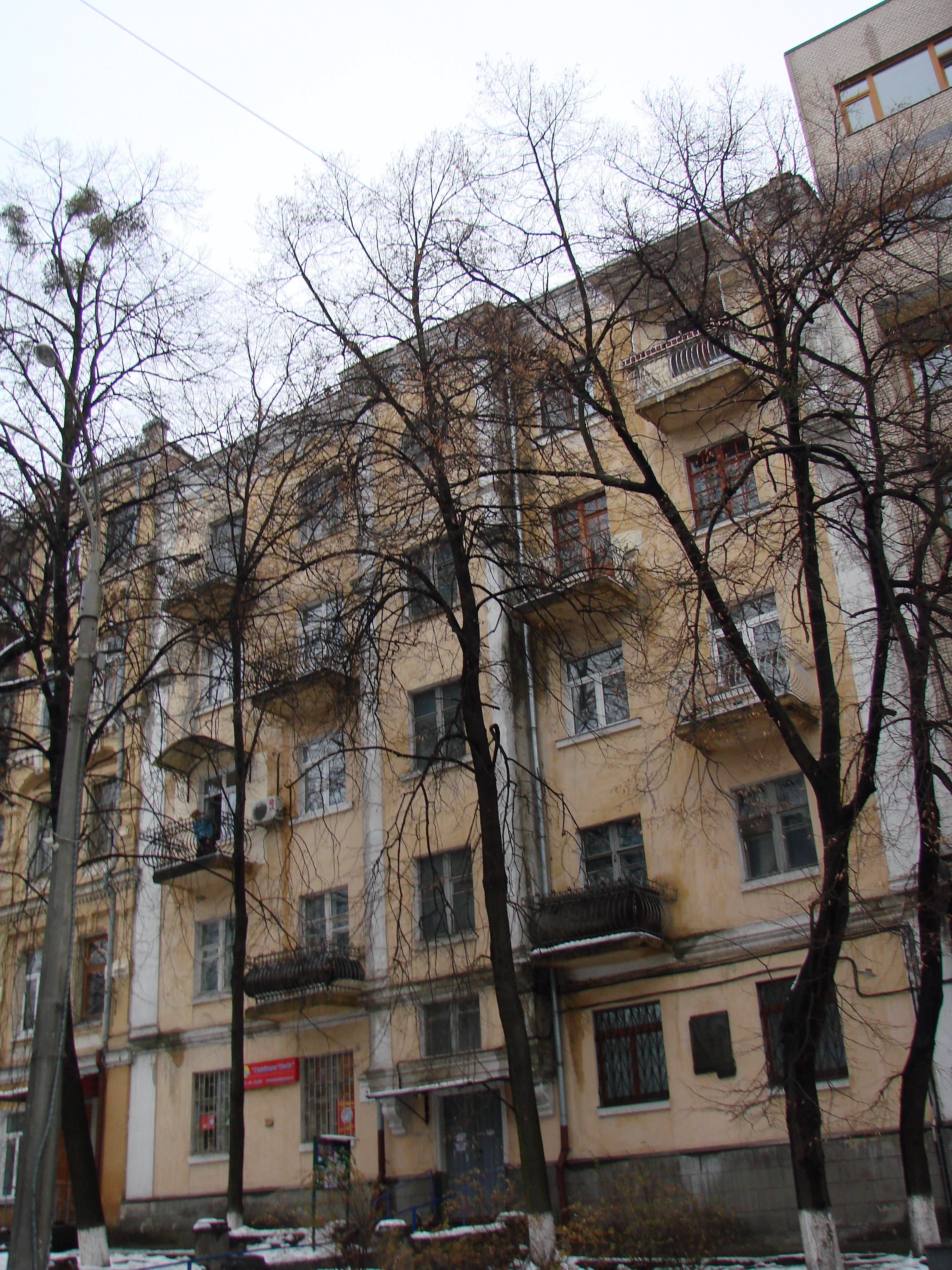
Паньківська вул., 3
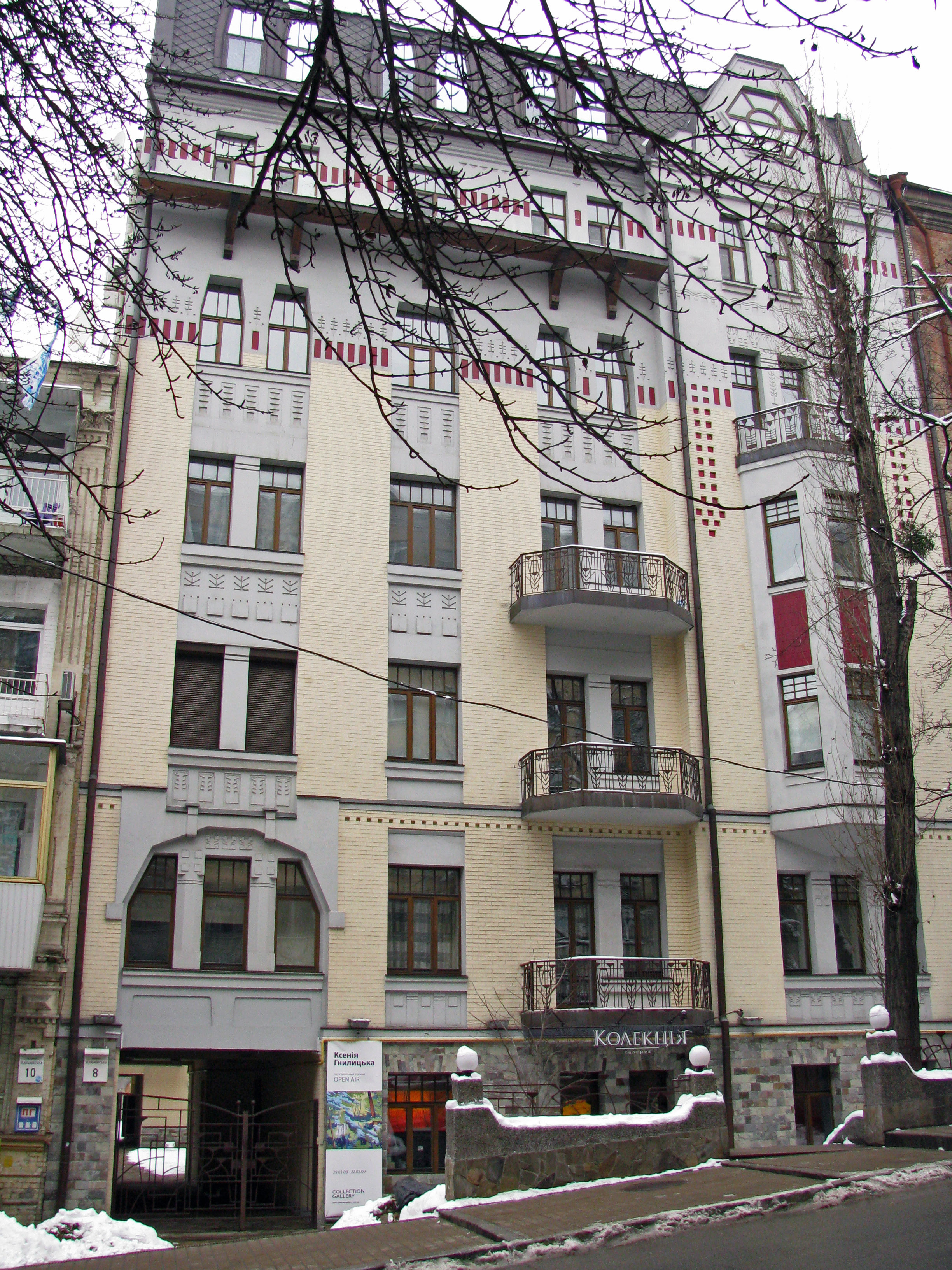
Паньківська вул., 8
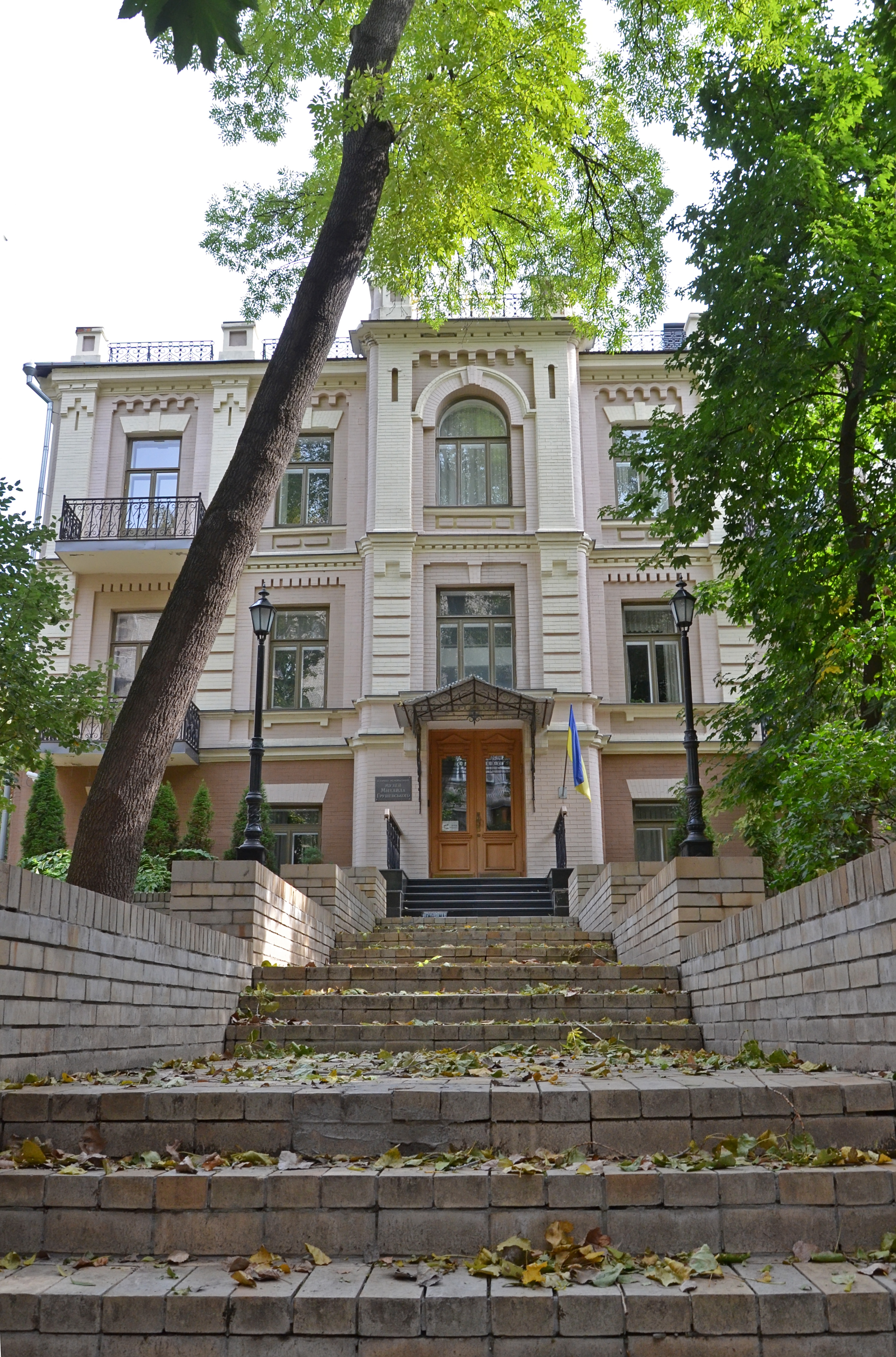
Музей М.С.Грушевського, Паньківська вул., 9
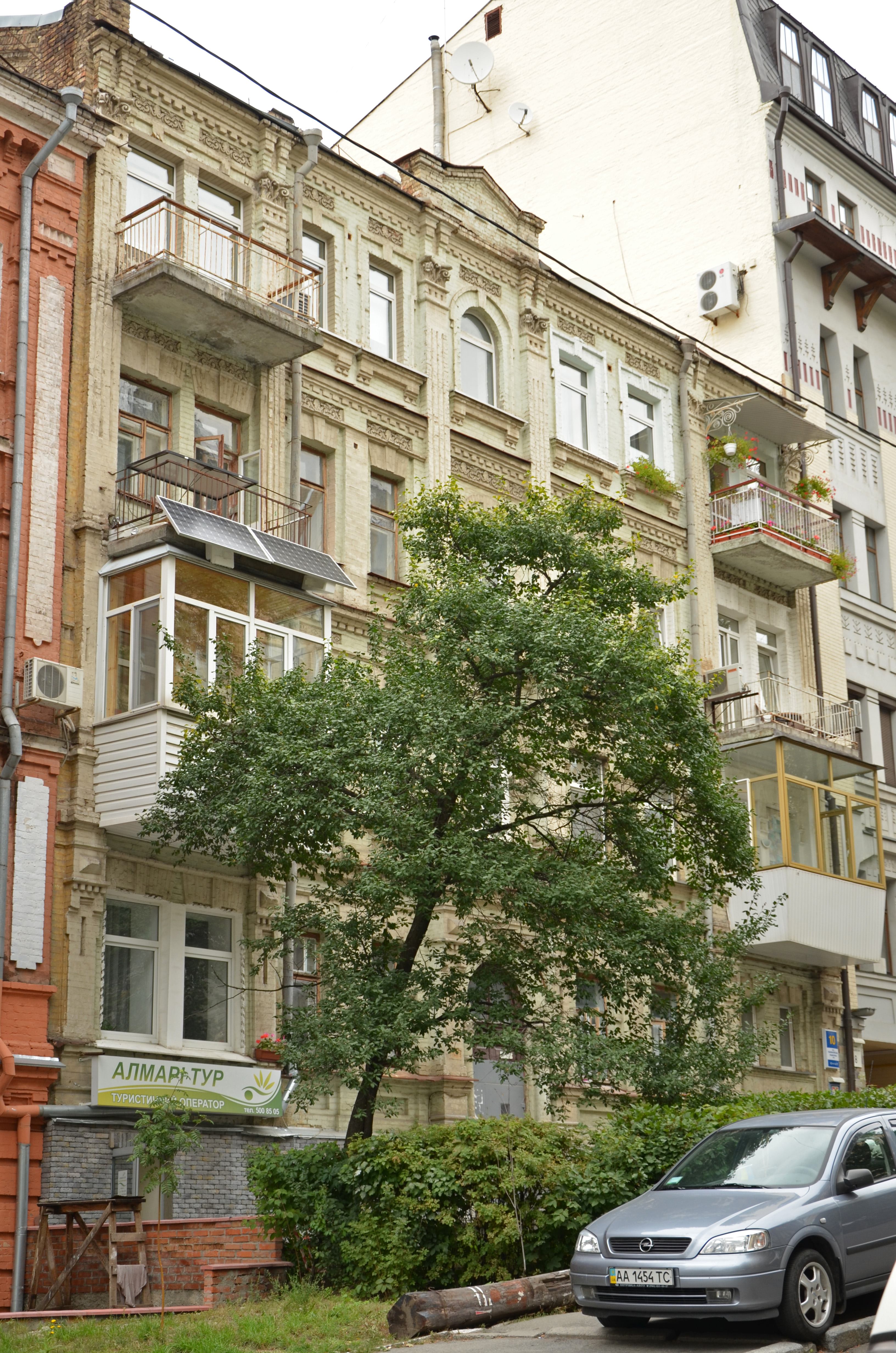
Паньківська вул., 10
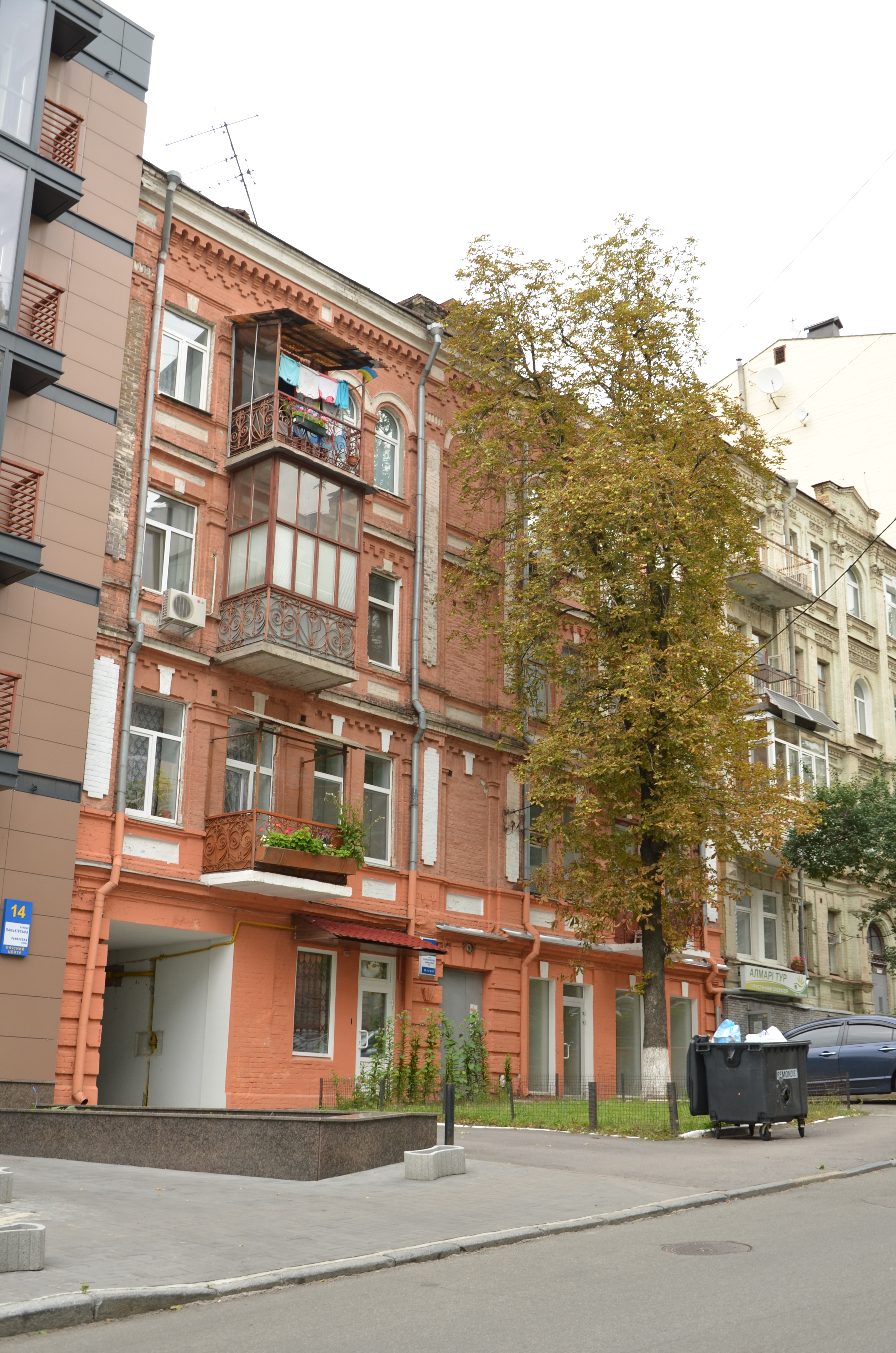
Паньківська вул., 12
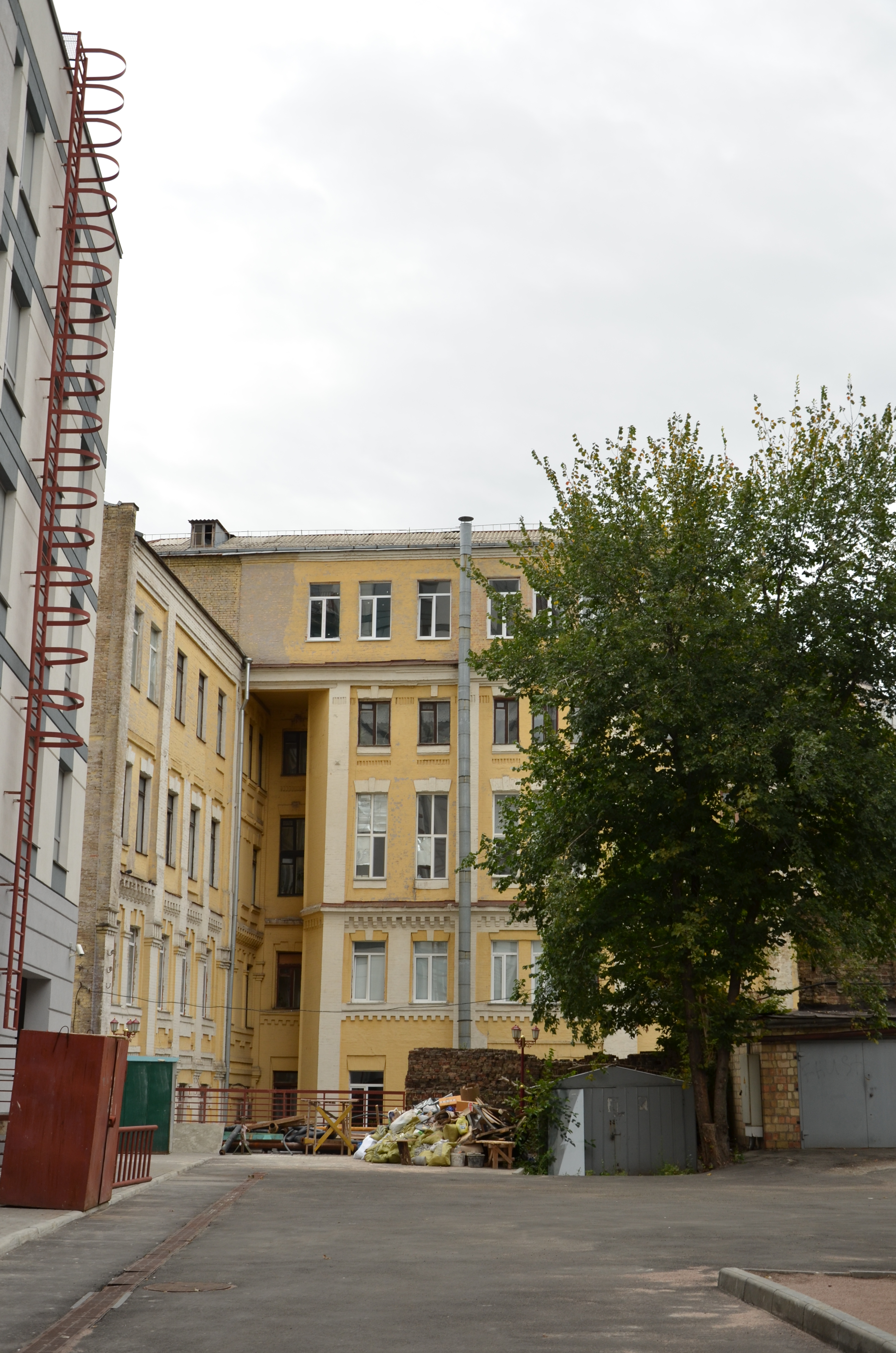
Паньківська вул., 14-а
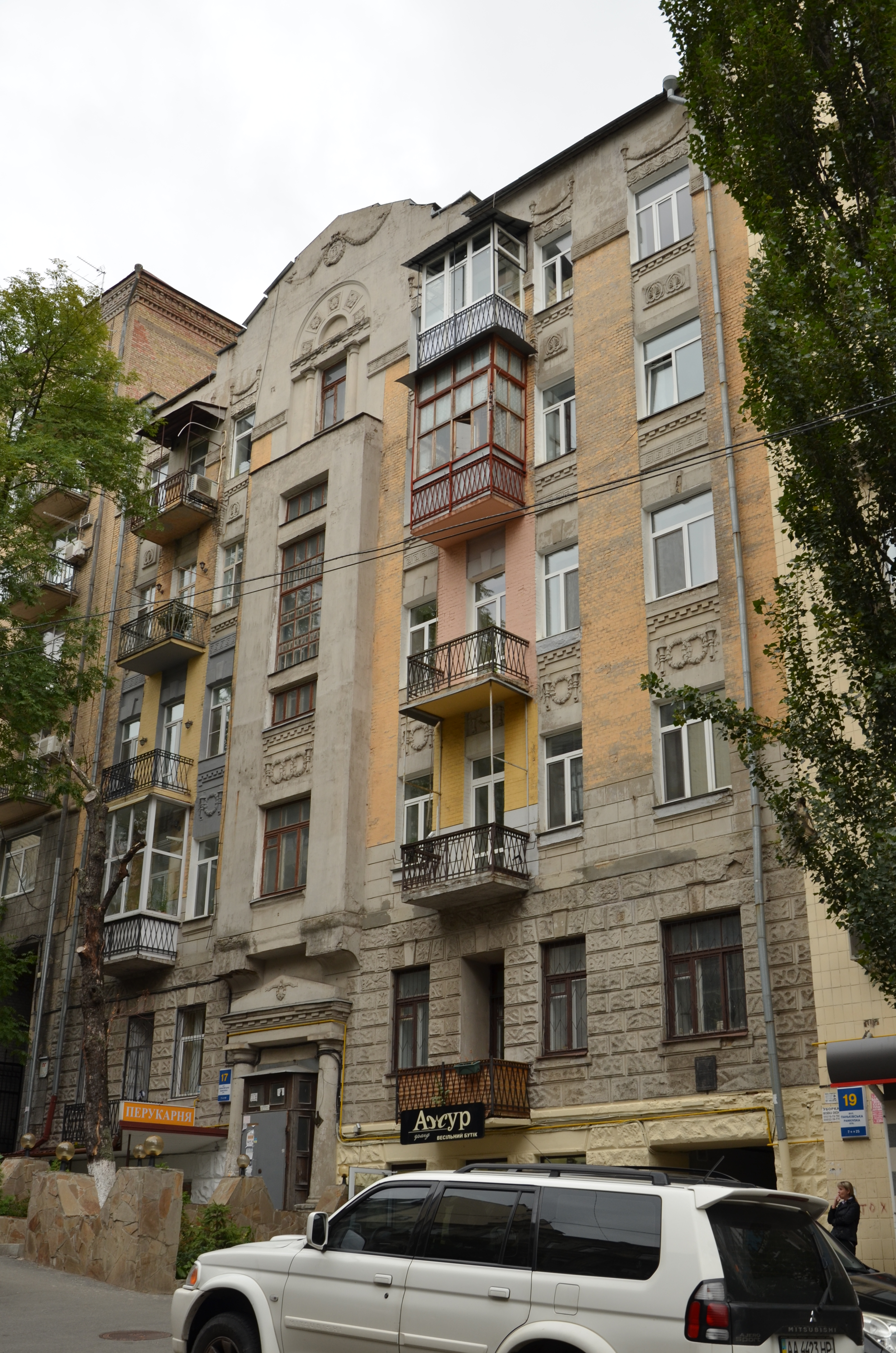
Паньківська вул., 17
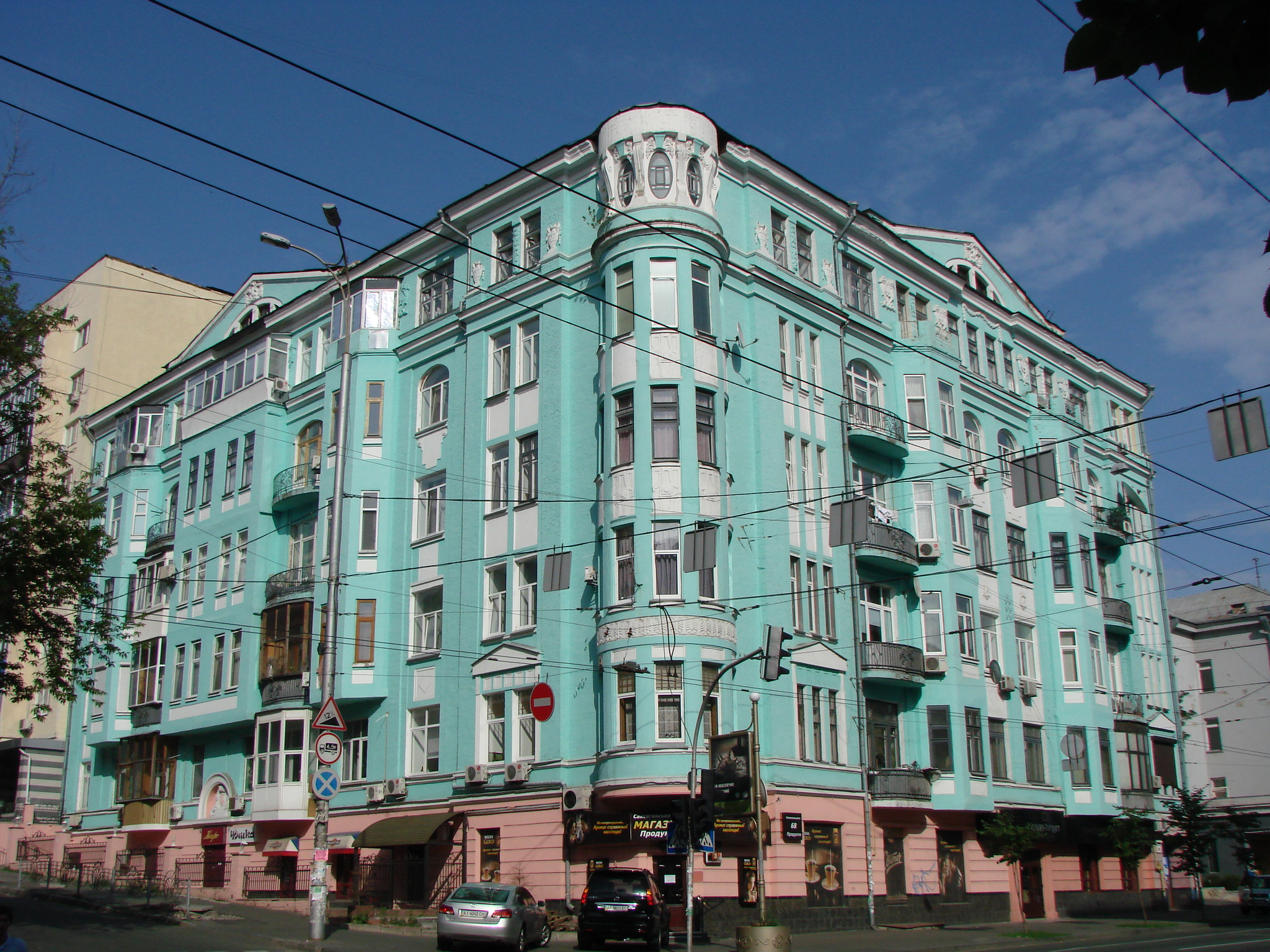
Паньківська вул., 21/68

## Відомі люди
У будинку № 3 у 1949—1971 роках проживав співак і педагог Михайло Микиша, в гостях у якого часто бував співак Іван Козловський; у № 8 — громадський діяч XIX — початку XX століття лікар Йосип Юркевич та його син, письменник, громадсько-політичний діяч Лев Юркевич, а також письменники Микола Вороний (початок XX століття), Борис Грінченко (початок XX століття), Максим Рильський (1910 рік), ботанік і гідробіолог, академік АН УРСР Олександр Топачевський (1944–1959).
Цінною пам'яткою історії є будинок № 9, який з 1908 року належав родині Грушевських. Тут проживав із родиною український історик, громадський та державний діяч Михайло Грушевський. У цьому ж будинку в різний час проживали історик мистецтва, академік ВУАН Олексій Новицький (1922—1923), художник Федір Кричевський (1910—20-ті роки) та Анатолій Петрицький (1918—1922). На час придбання садиби Грушевськими до її складу також входив двоповерховий будинок на розі Паньківської та Микільсько-Ботанічної вулиць (наразі втрачено), який колись належав професорові Київського університету Олексію Козлову. У 1863 році тут винаймав кімнату студент, а пізніше викладач Київського університету Михайло Драгоманов. У 1908 році будинок було зруйновано, натомість зведено семиповерховий прибутковий будинок, в якому мешкали художник і архітектор Василь Кричевський, письменники Юрій Тищенко та Спиридон Черкасенко, поет Олександр Олесь, історик мистецтва Сергій Гіляров, математик і механік Василь Єрмаков, професор кафедри зоотехніки Політехнічного інституту Сергій Іванов, політичні діячі Михайло Корчинський і Микола Порш, економіст Леонід Яснопольський.
У будинку № 5 (втрачено) проживали професори Київського університету Павло Ромер та Петро Цитович (1880-ті роки), у будинку № 7 (втрачено) — археолог і мистецтвознавець Микола Макаренко (1920-ті роки), у будинку, що розташовувався на місці особняка Йосипа Юркевича (№ 8) — історик Євген Тарле та політичний діяч доби УНР Михайло Ткаченко.
У будинку № 10 мешкав український фольклорист і композитор Порфирій Демуцький (1920-ті роки), у № 12 — зоолог, зоогеограф Володимир Артоболевський (початок XX століття), журналіст і громадсько-політичний діяч Костянтин Василенко, рідний брат Миколи Василенка (1908—1912), у № 14-а — правознавець Леонід Білогриць-Котляревський (1904—1908), громадська діячка Людмила Драгоманова (1898–1918), дружина Михайла Драгоманова, та їх син журналіст Світозар Драгоманов (1898—1943).
Будинок № 2 зведений як будинок Маріїнського дитячого притулку на кошти підприємця і мецената Ніколи Терещенка, для якого це була перша масштабна благодійна справа. У будинку також діяла Київська губернська опіка дитячих притулків, яку очолювали на початку XX століття київські губернатори Олексій Гирс та Павло Саввич, членами були князь Микола Рєпнін, міський голова Василь Проценко, сенатор Лев Томара, генерал-ад'ютант Михайло Драгомиров, підприємці Лев і Лазар Бродські, Мойсей Гальперін, Якуб Гретер та інші підприємці, громадські, державні та військові діячі. У домовій церкві дитячого притулку в 1921—1922 роках служив проповідник о. Анатолій (Жураковський). Тепер цей будинок належить Інституту психології імені Г. С. Костюка, в якому працювали відомі вчені Віталій Войтко (1971—1989), Григорій Костюк (1945—1981), Людмила Проколієнко (1983—1990), Володимир Роменець (1991—1998).
У будинку № 17 у 1920—30-х роках розташовувався Київський технікум експлуатації залізниць, в якому викладали гігієніст Семен Познанський, вчений у галузі механіки, академік ВУАН Петро Супруненко.

## Пам'ятники та меморіальні таблиці
- буд. № 3 — меморіальна таблиця на честь професора Михайла Микиші (1885—1971), який жив і працював у цьому будинку в 1949—1971 роках. Встановлено 13 квітня 1976 року, скульптор Наталія Дерегус, архітектор Анатолій Сницарев.
- буд. № 5 — меморіальна таблиця на честь Ісаака Баренбойма.

## Установи та заклади
- Інститут психології імені Г. С. Костюка НАПН України (буд. № 2);
- Український державний інститут «Укрдіпробудміст» (буд. № 5);
- Український генеральний проектний інститут з проектування підприємств штучного волокна (буд. № 11);
- Історико-меморіальний музей Михайла Грушевського (буд. № 9).

## Зображення

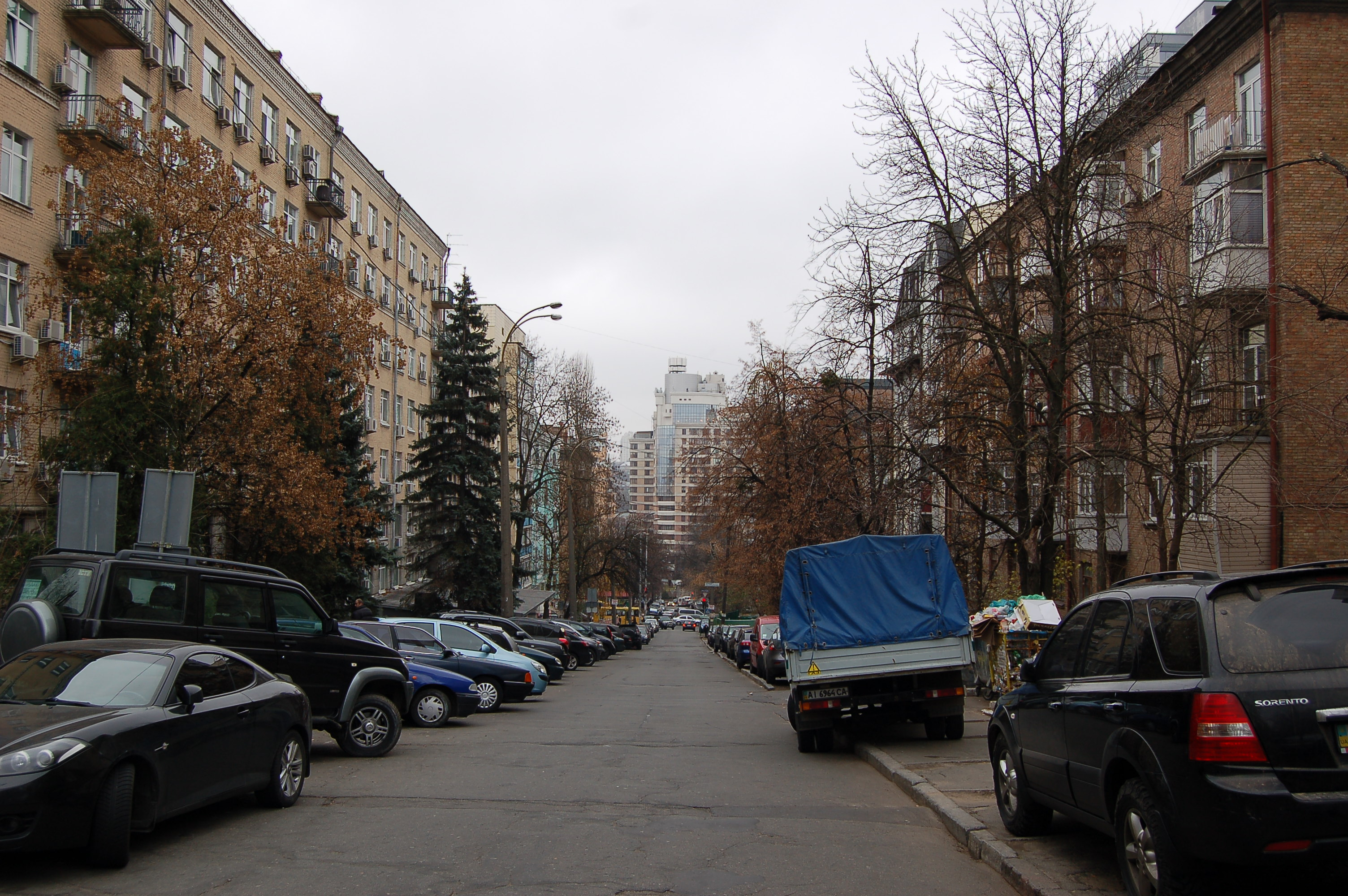
Меморіальна таблиця М. В. Микиші
Меморіальна таблиця Н. Н. Федутенко